# Girecourt-sur-Durbion
Girecourt-sur-Durbion is een gemeente in het Franse departement Vosges in de regio Grand Est. De plaats maakt deel uit van het arrondissement Épinal.

## Geografie
De oppervlakte van Girecourt-sur-Durbion bedraagt 7,0 km², de bevolkingsdichtheid is 43,7 inwoners per km².
De onderstaande kaart toont de ligging van Girecourt-sur-Durbion met de belangrijkste infrastructuur en aangrenzende gemeenten.

## Demografie
Onderstaande figuur toont het verloop van het inwonertal (bron: INSEE-tellingen).